# Липсиус, Мария
Липсиус Мария (Ida Marie Lipsius, известная под псевдонимом La Mara, 1837—1927) — немецкая писательница по музыке.
Липсиус Мария дочь Карла Генриха Адальберта Липсиуса (Karl Heinrich Adelbert Lipsius). Её братья — Рихард Адальберт Липсиус (1830—1892), архитектор Константин Липсиус (1832—1892), старший преподаватель Юстус Герман Липсиус (1834—1920).
Главные её сочинения:
- «Musikalische Studienköpfe» (биография композиторов, 1872-82);
- «Gedanken berühmter Musiker über ihre Kunst» (1873),
- «Das Bühnenfestspiel in Bayreuth» (1877),
- «Musterbriefe aus fünf Jahrhunderten» (1887, собрание писем, добытых путём продолжительных архивных разысканий),
- а также очерки её путешествий: «Im Hochgebirge» (1876) и «Sommerglück» (1881).